# Stadio Miramare
Lo stadio comunale Miramare è un impianto sportivo italiano di Manfredonia.
Nato come Campo sportivo del Littorio nel 1931, nel dopoguerra assunse l'attuale nome, vista la vicinanza al mare.

## Storia

### Origini
Manfredonia nei primi del Novecento ha sempre avuto molti spazi vuoti, non ultimi gli arenili, ma il luogo preferito dove giocare a calcio era piazza Duomo (ora piazza Giovanni XXIII).
Quella piazza non si prestava ad essere circondata da tribune per gli spettatori in quanto era adiacente alla Cattedrale, e poi di lì a poco vi doveva sorgere una fontana monumentale per volere del PNF.
Inoltre, c'era la necessità di un vero e proprio stadio comunale, dove si potevano sviluppare e dare spettacolo di giuochi ginnici e calcistici.
Precise circolari, ed in particolare quella dell'Ente Sportivo Provinciale Fascista di Capitanata, che imponeva a tutti i Comuni del promontorio di prevedere nei propri bilanci apposito stanziamento per la costruzione dei campi sportivi.
Intanto un gruppo di giovani aveva iniziato a praticare incontri sportivi nella cava "Salzano", posta in riva al mare, provvedendo, quando era necessario, anche ad eliminare ("bonificare") gli acquitrini che ivi si formavano, per la conformazione accidentata del fondo.

### Anni '30
Il 5 ottobre 1931 il locale segretario del Fascio comunicava al Podestà di Manfredonia che il progetto del Campo Sportivo del Littorio era stato redatto dall'ing. Di Staso e confidava che iniziassero al più presto i lavori, anche per alleviare la "crescente disoccupazione invernale".
I lavori iniziarono nel 1933, in seguito ad una delibera (n. 87 del 31 marzo) nella quale si determinò la recinzione del campo con rete metallica. In questa delibera venne fatto notare che negli ultimi tempi era nata un'associazione sportiva che a proprie spese aveva provveduto al risanamento di una plaga malarica riducendola in un campo sportivo, dove si svolgevano competizioni calcistiche.
Tale associazione, tuttavia, non era ben vista dal Regime in quanto ospitava solo incontri calcistici e non anche di altri sport. Insomma, quel campo non serviva a nulla; e si pensava già di ubicare un vero e proprio stadio con annessi piscine, canali per canottaggio, piste per il ciclismo e motociclismo presso la zona "Acqua di Cristo".
L'8 aprile 1935 l'ingegnere capo del Comune determinò che la costruzione del nuovo campo sportivo sarebbe avvenuta in località un po' a levante del Viale "Miramare". I lavori vennero affidati all'impresa Giuseppe Brigida (contratto n. 25, dell'8.7.1935), ma non vennero mai portati al termine per cause ancora incerte.

### Anni '40 e primi anni '50
Nel 1943 vi fu l'occupazione alleata, il campo "Miramare" venne quasi smantellato e i suoi materiali utilizzati dagli stessi alleati, ciò lo ridusse in condizioni miserevoli. nonostante ciò vi si disputarono partite di calcio con relativi incidenti. Vittima di uno di questi fu proprio un ufficiale inglese, sottoposto, con la sua squadra e con quella americana, ad una fitta sassaiola da parte dei tifosi sipontini, per la mancata partita della squadra locale.
Nel 1944 si ricostituì la nuova Associazione Sportiva ed iniziarono alcuni incontri amichevoli. Si pose urgente il problema della ricostruzione. Intanto dal 27 aprile 1945, nacque la polemica tra l'Associazione Sportiva ed il Comune in merito ai materiali del campo, prima requisiti dagli alleati, poi abbandonati ed infine presi in possesso dall'Ente locale per fini di pubblica utilità. Se pur lentamente, però, i lavori di riadattamento del "Miramare" si effettuarono.

### Metà anni '50 ad oggi
Dal 1954 altri inconvenienti incombevano sulla vita del "Miramare", tenuti nascosti sia ai tifosi che alla cittadinanza.
Alcune parti del terreno di gioco, infatti, appartenevano al Demanio marittimo e alla Mensa arcivescovile. E proprio in quell'anno l'Arcivescovo Andrea Cesarano manifestava la volontà di costruire una chiesa sul quel suolo.
Con l'Arcivescovo si arrivò ad un compromesso, con la cessione di alcuni immobili comunali in cambio del terreno.
L'idea di creare ex novo un altro campo sportivo, in località "Acqua di Cristo", non abbandonava i programmi politici dell'epoca, ma si andava avanti a rilento, con i cantieri di lavoro per disoccupati.
Il "Catino" (come veniva chiamato il campo) dovette aspettare il 2000 per i lavori di ristrutturazione: la realizzazione di una tribuna con sala stampa, un bar e il manto in erba sintetica. La capienza fu portata a circa 2.900 posti.
Nel 2005, con la promozione del Manfredonia Calcio in serie C1, lo stadio è stato ampliato ulteriormente con la costruzione di una nuova gradinata, arrivando all'attuale numero di 4.076 posti. Un vero e proprio gioiello nella città per la sua particolare struttura con una gigantesca copertura in legno come si può notare dalla fotografia.
Inaugurato il 9 settembre 2001, il nuovo stadio "Miramare" di Manfredonia ha segnato una svolta nel panorama calcistico nazionale, in quanto per la prima volta in assoluto si disputò una partita di calcio su un campo in erba sintetica.
Dopo innumerevoli proroghe, nel giugno del 2022 vengono cominciati i lavori di smantellamento dell'originale manto sintetico, a cui verrà dato seguito la realizzazione del sottofondo ed il ripristino del terreno con un manto moderno e a norma. Il 30 marzo 2023 viene portato a termine l'intero rifacimento del terreno di gioco  in erba sintetica con un manto omologato per la L.N.D.

## Capienza e caratteristiche
Il "Miramare" ha una capienza complessiva di 4.076 posti a sedere, di cui :
- La tribuna coperta in legno lamellare, di circa 1.300 mq, è sostenuta da sole tre arcate e dotata di seggiolini[2].
- Una tribuna lato mare
- Una gradinata riservata al tifo locale
- Una gradinata sul lato opposto riserva ai tifosi ospiti

Lo stadio è a norma con il Decreto Pisanu: parcheggi custoditi, vie di fuga adeguate, zona di pre-filtraggio, posti numerati in tribuna, illuminazione esterna, i requisiti che fanno dell'impianto manfredoniano uno dei più attrezzati del sud Italia.